# Wynnea
Wynnea — рід грибів родини Sarcoscyphaceae. Назва вперше опублікована 1867 року.

## Класифікація
До роду Wynnea відносять 8 видів:
- Wynnea americana
- Wynnea atrofusca
- Wynnea gigantea
- Wynnea intermedia
- Wynnea macrospora
- Wynnea macrotis
- Wynnea sinensis
- Wynnea sparassoides